# Lady Violet (cantante)
Lady Violet, pseudonimo di Francesca Messina (Firenze, 10 settembre 1972), è una cantante italiana dance.

## Biografia
Il personaggio di Lady Violet è stato per molto tempo avvolto nel mistero, per volere della stessa cantante e della sua casa discografica. Il nome di Francesca Messina, nascosto dietro lo pseudonimo, è rimasto segreto per alcuni anni: in precedenza, di Lady Violet veniva detto che fosse una nobildonna che aveva rinunciato ai suoi possedimenti per la musica. Durante i suoi live indossava spesso una parrucca viola. Francesca Messina ha ricoperto il ruolo di Lady Violet dalla nascita del progetto fino al 2001; le pubblicazioni successive a questo anno sono relative a registrazioni avvenute precedentemente quando Francesca aveva abbandonato il progetto in forma ormai definitiva per dedicarsi a tempo pieno alla carriera teatrale.
Il primo singolo dal, titolo Inside to Outside nell'ottobre 1999 (cover dell'omonimo brano di Limahl) è però cantato da Melody Castellari, con il quale il progetto riscuote un notevole successo sia in Italia, dove diventa un vero e proprio "riempi-pista" nelle discoteche, sia in Europa, in particolare in Svezia ed in Danimarca, premiata in entrambe con un "disco d'oro", ma anche in Belgio, Norvegia, Francia e Gran Bretagna. Anche il rispettivo video, ambientato a Los Angeles nella casa di Marilyn Monroe, ottiene il medesimo successo e viene passato dalle principali televisioni musicali del vecchio continente.
Il secondo singolo Lovin' You Baby, pubblicato verso la fine del medesimo anno, passa quasi inosservato, mentre nella primavera del 2000 il terzo singolo Beautiful World, riesce a ripetere il successo precedente su scala europea, destinato a divenire un tormentone estivo, ne registra anche il video, secondo ed ultimo della sua carriera. Dopo l'estenuante tour europeo, relativo al successo di Beautiful World, Francesca Messina abbandona definitivamente il ruolo di Lady Violet per dedicarsi al teatro contemporaneo a tempo pieno.

### Dopo Lady Violet
Da questo momento in poi, la produzione continua a mantenere il soprannome Lady Violet nonostante Francesca Messina non collabori più direttamente al progetto; con questo soprannome vengono pubblicati nel 2001 altri due singoli Calling Your Name e No Way No Time, frutto di registrazioni realizzate precedentemente e che sfiorano i risultati delle prime due hit, limitandosi alle discoteche, mentre passa inosservato invece Feelin' Alright in collaborazione con il duo di dj Soul'B'Luc. Dopo una pausa di circa un anno la produzione pubblica infine un ultimo singolo intitolato In Your Mind.
Infine dopo un periodo di assenza dalla musica, il progetto (sempre senza la Messina) torna come semplice soprannome nel 2004 in una produzione realizzata in collaborazione con i Soriani Bros., pubblicando un brano house dal titolo Dancing for Love, dopodiché il soprannome di Lady Violet scompare per sempre.

### Il mistero dell'identità
È stato chiarito come Francesca Messina per tutto il 2002, il 2003 , il 2004  e il 2005 avesse definitivamente abbandonato il progetto Lady Violet, era infatti impegnata esclusivamente come performer nel teatro contemporaneo . Tutte le pubblicazioni a nome Lady Violet successive al 2001, dopo il successo di Beautiful World, sono in realtà il frutto di una volontà produttiva indipendente da quella della cantante e relative a registrazioni precedenti. Francesca Messina infatti prosegue la sua carriera in ambito teatrale dal 2001 in poi, mentre si laurea nel 2005 e studia doppiaggio con Giorgio Lopez .
È del 2010 un suo gruppo musicale sperimentale dal titolo La Materia Strana  del quale esiste un video, dove Francesca Messina è facilmente riconoscibile, mentre nel 2013 è uscito il suo nuovo progetto musicale da solista sotto lo pseudonimo di Femina Ridens.

## Discografia

### Singoli
- 1999 - Inside to Outside
- 2000 - Beautiful World
- 2000 - Lovin' You Baby
- 2001 - Calling Your Name
- 2001 - Feelin' Alright (con Soul'B'Luc)
- 2001 - No Way No Time
- 2002 - In Your Mind
- 2004 - Dancing for Love (con Soriani Bros.)
- 2024 - La Rondine (con Zio Peter e Gale)
- 2025 - Moi Lolita (con Dino Brown)

### Videoclip
- 1999 - Inside to Outside
- 2000 - Beautiful World